# Pakotulsko
Pakotulsko (kaszub. Pôkòtulskò, niem. Pagdanzig) – osada  w Polsce położona w województwie pomorskim, w powiecie człuchowskim, w gminie Przechlewo.
Osada kaszubska nad północnym brzegiem jeziora Szczytno Wielkie. Stanowi sołectwo Pakotulsko, w którego skład wchodzą także miejscowości Koprzywnica i Dolinka. W sąsiedztwie miejscowości znajduje się rezerwat Osiedle Kormoranów.
Prywatna wieś szlachecka położona była w drugiej połowie XVI wieku w województwie pomorskim. W latach 1975–1998 miejscowość administracyjnie należała do województwa słupskiego.